# Sarah Simblet
Sarah Simblet (1972) es una artista gráfica, escritora y conductora de radio inglesa, quien enseña dibujo anatómico en la Escuela de Dibujo y Bellas Artes Ruskin en la Universidad de Oxford.
En 1998, ganó un doctorado en dibujo en Universidad de Brístol, en historia de arte europeo y la historia social de disección humana. Le concedieron la beca de viaje de Richard Ford Award a España mientras era estudiante en Christ Church, Oxford entre 1991 y 1994, y ocupó tres meses trabajando en Madrid de noviembre de 1994 a enero de 1995.
Sarah empezó a dibujar a una edad muy temprana.
Además de tutoriar a doctorandos, en Oxford,  es una conferencista invitada en Barts & The London School of Medicine & Dentistry, enseñando fisiología y anatomía morfológica desde una perspectiva de arte a alumnado médico. También trabaja con infractores juveniles con la ley en Feltham Prisión y niños a cuidado en Oxfordshire. 
Ha escrito tres textos, publicados por Dorling Kindersley - ‘Anatomía para el Artista', ‘El Libro de Dibujo' y ‘Botánica para el Artista'. Sus dibujos se hallan en colecciones nacionales y privadas que incluyen la Royal Academy of Arts en Londres, y el Museo Ashmolean en Oxford. Es una colaboradora regular de radio en la BBC y programas televisivos en arte e historia naturales.
En colaboración con Gabriel Hemery, escribieron "The New Sylva - un discurso de bosque y árboles de huerta en el siglo XXI" publicado por Bloomsbury en 2014 para señalar el 350.º aniversario de la obra de John Evelyn "Sylva, or A Discourse of Forest-Trees & the Propagation of Timber". Y, las 200 ilustraciones para ese libro requirieron viajes largos a los lugares nativos de los árboles; y, dibujárlos in situ o volviendo con especímenes a su estudio en Wootton, Oxfordshire.
También trabaja en un estudio en Oxford. Además de participar en exposiciones grupales, ha expuesto en exposiciones individuales como "Sarah Simblet-Dibujos" en la Pitville Gallery en Cheltenham (1999), "Teatros del Cuerpo" en Chris Church Picture Gallery en Oxford (1998), y "Cinco Dibujos Nuevos" en la Long Room, New College, Oxford (1993).